# Søtorp
Søtorp er en Grundejerforening i Rødovre
Søtorp er det første egentlige villakvarter i Rødovre, hvis udgangspunkt var byggeforeingen Fremtiden, som en gruppe af Københavns typografer dannede i 1902.
Søtorp befinder sig umiddelbart bag Damhussøen, og var en del af den gamle Anexgårds jord. Grundejerforeningen består i dag af 48 huse, hvoraf 44 er såkaldte Søtorphuse